# 브린조베 할루슈키
브린조베 할루슈키(슬로바키아어: bryndzové halušky)는 슬로바키아의 파스타 요리이다. 감자 반죽으로 만든 할루슈키와 양젖 치즈인 브린자를 사용한 요리이며, 슬로바키아의 국민 음식 가운데 하나로 여겨진다. 반스카비스트리차주의 투레츠카 마을에서는 해마다 브린조베 할루슈키 축제가 열린다.

## 이름
슬로바키아어 "브린조베 할루슈키(bryndzové halušky)"는 "브린자의, 브린자와 관련된"이라는 뜻의 형용사 "브린조비(bryndzový)"의 중성 형태인 "브린조베(bryndzové)"와 국수/덤플링 종류 이름인 "할루슈키(halušky)"를 붙인 말이다.

## 만들기
감자 반죽으로 만든 할루슈키와 양젖 치즈인 브린자를 넣어 만들며, 바삭바삭하게 익힌 베이컨을 뿌려 내기도 한다.

## 같이 보기
- 카푸스토베 할루슈키
- 케제슈페츨레